# Hormius propodealis
Hormius propodealis är en stekelart som först beskrevs av Sergey A. Belokobylskij 1989.  Hormius propodealis ingår i släktet Hormius och familjen bracksteklar. Inga underarter finns listade i Catalogue of Life.